# Turba philosophorum
Pour les articles homonymes, voir Turba.

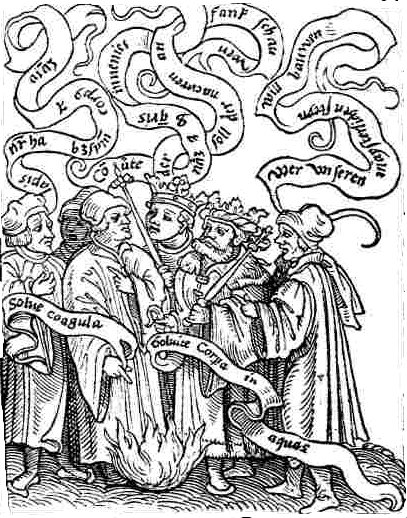
Frontispice de l'édition princeps de la Turba Philosophorum dans l’Artis Auriferae, recueil alchimique de 1572 imprimé par Pietro Perna

La Turba philosophorum ou Tourbe des Philosophes (au sens d’Assemblée des philosophes) est un des premiers et des plus célèbres textes de l'alchimie de l'occident médiéval. Il en existe deux versions. Une latine du XIIIe siècle, la Turba Philosphorum proprement dite, et qui est en fait la traduction d'un traité arabe du Xe siècle. Et une en français, dite Turba Gallica, du XVe siècle, probable traduction d'un original en castillan du XIIIe siècle.
Il s'agit d'un traité pseudépigraphique qui se présente comme le compte-rendu d'une assemblée de philosophes grecs présocratiques sous la présidence de Pythagore. En annexe des versions se trouve un autre texte, la Vision d'Arislée ou Vision d'Arisleus.

## LaTurba Philosophorum
Il n'en reste qu'une version latine et quelques fragments arabes qui montrent que la version originale était plus importante.
Selon Martin Plessner, la version originale avait été écrite en arabe vers à Panopolis (aujourd'hui Akhmîm) en Haute-Égypte par Othman’ ibn Souayd. Elle a été traduite de l'arabe au latin au XIIe siècle à Tolède.

### Manuscrits
- MS G.14 St John's College, Cambridge
- MS QU 584 Berlin (deuxième moitié du XIIIe siècle)
- Turba Gallica Manuscrit latin 7147 Bibliothèque Nationale, Oronce Fine

### Éditions

#### Turba Gallica
- Trois traités de la philosophie naturelle non encore imprimés, sçavoir : La Turbe des philosophes qui est appelé le Code de vérité en l'art, autre que la latine, plus La Parole délaissée de Bernard le Trévisan et un petit traité très ancien intitulé les douze Portes d'alchimie autres que celles de Ripla . Paris, Jean Sara, 1618 (B.N. R. 29627-29629) sur googlebooks
- Divers traitez de la philosophie naturelle. Sçavoir, La turbe des philosophes, ou le code de vérité en l'art. La parole delaissée, de Bernard Trevisan. Les deux traitez de Corneille Drebel Flaman. Avec Le tres-ancien duel de chevaliers, Paris Jean d'Houry, 1672 sur googlebooks
- Nicolas Salomon, Bibliothèque des philosophes chymiques, t. II, Paris, Angot, 1678 - Bibliothèque des philosophes chimiques. Nouvelle édition, revuë, corrigée & augmentée de plusieurs philosophes, avec des figures & des notes pour faciliter l'intelligence de leur doctrine, chez André Cailleau, 1741
- J. Mangin de Richebourg, Bibliothèque des philosophes chimiques, t. I, Grez-Doiceau, Éditions Beya, 2003, p. 285 à 314  (ISBN 2-9600364-2-5)